# 谢尔盖·马丁诺夫
谢尔盖·尼古拉耶维奇·马丁诺夫（1953年2月22日—），白俄罗斯外交部部长。通晓俄语、英语、法语和斯瓦希里语。
马丁诺夫1975年毕业于莫斯科国立国际关系学院，长期从事白俄罗斯外交工作，曾担任过白俄罗斯常驻联合国副代表、白俄罗斯驻美国大使、驻比利时王国大使、第一外交部副部长、白俄罗斯驻欧盟大使、驻北约大使。
2003年3月出任外交部部长一职，2012年8月被解职。马丁诺夫有两个儿子。